# Andrea Tabanelli
Andrea Tabanelli (Ravena, Italia, 2 de febrero de 1990) es un futbolista italiano que se desempeña como mediocentro, actualmente milita en el Ravenna de la Serie D.

## Trayectoria

### Cesena
Tabanelli nació en Rávena en 1990. Se incorporó al AC Cesena y después de la cesión en el AC Bellaria Igea Marina y el AC Giacomense, se convirtió en jugador habitual en el Cesena. El 1 de noviembre de 2013, Tabanelli marcó su primer gol con el AC Cesena contra el Ternana en el empate 1-1. Celebró el gol sacándose la espinilla y pretendiendo usarla como teléfono móvil. El 16 de noviembre de 2013, Tabanelli firmó contrato ampliado con AC Cesena hasta 2017.

### Cagliari
Después de impresionar durante la primera mitad de la temporada 2013/14 con el A.C. Cesena de la Serie B, Tabanelli fue cedido por el Cagliari de la Serie A el 27 de enero de 2014 con la opción de compra.
Tabanelli debutó con el Cagliari como suplente en la segunda mitad el 12 de abril de 2014 en el empate 1-1 contra el Sassuolo. Su primera titularidad con el Cagliari llegó el 11 de mayo de 2014, cuando empezó en el Mediocampo en la derrota por 1-0 ante el Chievo.

### Leeds United
Días después de fichar por el Cagliari, Tabenelli fue cedido por el Leeds United el día de la fecha límite de transferencia de enero por el posible propietario de Leeds, Massimo Cellino, la decisión se produjo horas después del presunto despido del técnico Brian McDermott. Tabanelli pudo ser cedido por Cagliari a Leeds porque los "préstamos internacionales" se reconocen como transferencias normales que permiten que los jugadores sean cedidos desde la ventana de transferencia.
Después de ser reinstalado como entrenador del Leeds, Brian McDermott reveló que el 3 de febrero Gianluca Festa todavía estaba presente en los entrenamientos, pero esta vez actuando como traductor del nuevo fichaje de Andrea Tabanelli. Tabanelli firmó entre la ventana del 'despido' de McDermott y su re instalación como director técnico. McDermott reveló que la medida estaba bajo escrutinio por parte de la Football League para ver si el fichaje de Tabanelli sería sancionado.
El 7 de febrero de 2014, se reveló que el traspaso de Tabanelli a Leeds había sido cancelado porque el fichaje "no cumplía con las regulaciones de la Liga de Fútbol" y regresó a Cagliari.

### Frosinone
El 15 de enero de 2020 fichó por el Frosinone en la Serie B.

## Clubes
| Club                             | País   | Año           | Part. | Goles |
| -------------------------------- | ------ | ------------- | ----- | ----- |
| AC Cesena                        | Italia | 2010-2017     | 58    | 1     |
| AC Bellaria Igea Marina (cesión) | Italia | 2010-2011     | 27    | 2     |
| AC Giacomense (cesión)           | Italia | 2011-2012     | 26    | 3     |
| Cagliari (cesión)                | Italia | 2014          | 3     | 0     |
| Pisa (cesión)                    | Italia | 2016          | 13    | 1     |
| Pisa (cesión)                    | Italia | 2016-2017     | 6     | 1     |
| Padova                           | Italia | 2017-2018     | 6     | 1     |
| Lecce                            | Italia | 2018-2020     | 52    | 9     |
| Frosinone                        | Italia | 2020-2022     | 0     | 0     |
| Pescara (cesión)                 | Italia | 2021          |       |       |
| Ravenna                          | Italia | 2022-presente |       |       |
| Total                            |        |               | 191   | 18    |